# Следствие ведут ЗнаТоКи. Без ножа и кастета
«Следствие ведут ЗнаТоКи. Без ножа и кастета» — художественный детективный фильм 1988 года из серии фильмов «Следствие ведут ЗнаТоКи».

## Сюжет
На приём к генералу милиции приходит москвич Охтин, недавний новосёл. Он жалуется на безобразное состояние дома и бездеятельность районного ЖЭКа, переименованного в ДЭЗ («Дирекция по эксплуатации зданий») № 23, к которому относится дом. Проблемы ЖКХ не относятся к компетенции милиции, но Охтин упоминает о проводимых ДЭЗом странных ремонтах в домах, предназначенных под снос; генерал даёт указание начать проверку деятельности ДЭЗ № 23. Дело достаётся Знатокам. Напутствуя, генерал говорит им:
Речь идёт не о рядовом хозяйственном деле. Если хотите, речь идёт о престиже советской власти
Чтобы не спугнуть начальника ДЭЗа Мусницкого, расследование ведётся под видом обычной бухгалтерской проверки. Факты хищений обнаруживаются сразу: огромные суммы, выделяемые ДЭЗу на благоустройство придомовой территории, исчезают бесследно; оформляются по документам ремонты в домах, идущих под снос, а закупленные материалы вывозятся и продаются «налево»; в домах, где профинансирован капитальный ремонт, кое-где покрасили стены в подъездах и на этом всё закончилось; в подменном фонде, предназначенном для временного отселения жильцов ремонтируемых квартир, Мусницкий организовал частную гостиницу, где за большие деньги проживают самые разные люди, вплоть до скрывающихся уголовников. Жильцы рассказывают, что добиться работ по ремонту квартир, которые ДЭЗ обязан производить сам, можно только за взятку.
Мусницкий ведёт себя вызывающе нагло, он абсолютно уверен в своей неуязвимости. В репликах Мусницкого проскальзывают намёки на то, что преступными доходами он делится с высокими чинами, продвигающими его карьеру. Мусницкий не имеет никаких взысканий, только поощрения и благодарности от начальства. Как только он узнаёт о ведущемся следствии, он мобилизует все связи. Избивают одного из жильцов, подавших официальные заявления в милицию, причём объявления об избиении расклеиваются по всему микрорайону — заявления начинают забирать. На Знаменского приходят клеветнические доносы, затем на него начинают давить через семью: тему его матери не включают в план института (от этого у неё случается сердечный приступ), а на вопрос о причинах откровенно намекают, что её сын «должен бандитов ловить, а не заниматься ДЭЗами». Генерала вызывают на совещание, где, по его предположениям, будут рекомендовать закрыть дело за малозначительностью. Он решает нанести упреждающий удар и требует от Знаменского подготовить справку о наиболее показательных из уже вскрытых и доказанных «проделок» Мусницкого. Это не составляет труда, ведь только по одному эпизоду расследуемого дела сумма хищений превышает 100 тысяч рублей (на момент выхода фильма — государственная цена десяти наиболее престижных в то время советских легковых автомобилей «Волга»). Генерал рассчитывает, что после озвучивания вопиющих фактов «заступники» просто не решатся говорить о закрытии дела. Так и происходит. Заручившись надёжными доказательствами, Знаменскому удаётся довести дело до задержания Мусницкого.
Параллельно с основной сюжетной линией имеется ещё одна, почти независимая. Софья Рашидовна Нарзоева, бывшая жена валютчика, получившего много лет назад высшую меру, живёт в отличной квартире, числясь уборщицей в ДЭЗе № 23. Как выясняется, Мусницкий в юности питал чувства к Софье, теперь желает поженить своего сына и её дочь. Но её дочери Изабелле «внезапно» подвернулся прекрасный жених Алик, который отрекомендовался ответственным работником МИДа, часто выезжающим за рубеж. Алик говорит, что очарован Изабеллой, откровенно пытается понравиться потенциальной тёще, буквально затаскивает Изабеллу в ЗАГС (под тем предлогом, что для новой заграничной командировки ему нужна официальная жена). В действительности Алик — аферист, мошенник и вор на доверии. Со своей подельницей — портнихой Софьи Рашидовны, — он узнал, что Нарзоева живёт на остатки 
золотых червонцев, когда-то утаённые её мужем от конфискации, и теперь женился на Изабелле, чтобы поселиться в их квартире и найти тайники, где хранятся ценности. После долгих и упорных поисков Алик находит один из тайников с монетами. При попытке реализации найденных у Нарзоевой червонцев Алика и наводчицу арестовывают. Монеты удаётся опознать, так как они уникальны — это фальшивые золотые николаевские червонцы, изготовленные преступниками на настоящих станках императорского монетного двора, неизвестным путём добытых фальшивомонетчиками; от подлинных монет царской чеканки они отличаются слишком высокой пробой использованного золота. Именно такие монеты были найдены при обыске в 1950-х годах в квартире Нарзоева.

Начальник ЖЭКа Мусницкий делает последнюю отчаянную попытку дозвониться к своему покровителю Михаил Самсонычу. На самом деле Мусницкий называет телефонный номер Александра Лаврова. (Дело № 21)

Фильм снят в годы перестройки. Как «примета времени», в нём впервые в сериале прямо говорится о наличии у расхитителей высоких покровителей, способных оказывать давление на руководство милиции, более того, в заключительных кадрах звучит реплика Знаменского: «Дайте время, и с ними разберёмся». Чрезвычайно выпукло показан эпизод, как некий Михаил Самсонович (по-видимому, большой партийный начальник), узнав о материалах следствия, отказывается поддерживать Мусницкого, отчего тот впадает в растерянность и панику.

## Съёмки
В этой серии показан реальный район Москвы в районе метро «Таганская». ДЭЗ, где работал Мусницкий, расположен во дворе дома № 52 на улице Земляной Вал. Дома и дворы, которые преступники довели до такого ужасного состояния, находятся в основном в квартале между Берниковской набережной и Николоямской улицей, и далее — до Тетеринского переулка и Верхней Радищевской.

## Роли и исполнители

### Главные роли
- Георгий Мартынюк — Знаменский Павел Павлович, следователь, подполковник юстиции
- Леонид Каневский — Томин Александр Николаевич, старший оперуполномоченный, подполковник милиции
- Эльза Леждей — Кибрит Зинаида Яновна, эксперт, майор милиции

### В ролях
- Александр Белявский — Максим Семёнович Мусницкий, начальник ДЭЗа
- Лидия Федосеева-Шукшина — Софья Рашидовна Нарзоева
- Павел Морозенко — генерал-лейтенант
- Павел Белозёров — Николай Александрович Фролов, оперативник ОБХСС
- Елена Костина — Изабелла Нарзоева
- Николай Глинский (Попков) — Алик Лямин
- Владимир Ершов — Алтынов, главный инженер ДЭЗа
- Л. Денисова  — портниха
- Расми Джабраилов — урка, А. Д. Нелидов, отсидел 15 лет за бандитизм
- Виктор Шуляковский — «Халат», расхититель
- Станислав Кабешев — Охтин
- Алла Котельникова — Анна Трофимовна, жительница ремонтируемого дома
- Александр Пермяков — ревизор
- Иван Уфимцев — жилец квартиры с протекающей крышей — в серии «Подпасок с огурцом» выступил в роли коллекционера Кипчака
- Виктор Власов — Фуфырин
- Геннадий Донягин — капитан милиции